# Bézues-Bajon
Bézues-Bajon é uma comuna francesa na região administrativa de Occitânia, no departamento de Gers. Estende-se por uma área de 12,86 km². Em 2010 a comuna tinha 194 habitantes (densidade: 15,1 hab./km²).